# Uki-goshi

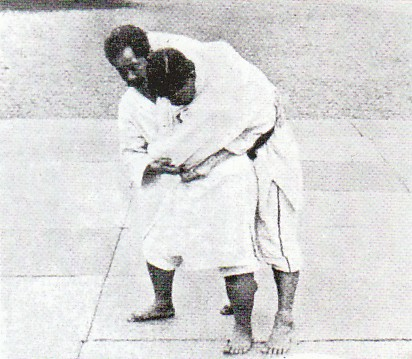
Uki goshi door Jigoro Kano (l) en Yamashita Yoshiaki (r)

Uki-goshi (Japans: 浮腰, drijven-heup) is een van de 40 oorspronkelijke worpen van judo ontworpen door Jigoro Kano. Ze behoort ook tot de 67 huidige worpen van het Kodokan judo. 
Deze werptechniek valt onder de heupworpen of koshi-waza. Ze staat bekend als een van de favoriete worpen van Jigoro Kano.
In het Nederlands wordt de worp ook wel aangeduid met de term "drijvende heupworp". Wereldwijd wordt de Engelse term "floating hip" gebruikt.

## Uitvoering
Hieronder wordt de rechtshandige uitvoering beschreven
- Tori trekt uke uit evenwicht.
- Tori plaatst de rechterhand op de onderrug van uke en plaatst in dezelfde beweging zijn rechterheup tegen uke
- Tori maakt een draaiende beweging met het bovenlichaam en werpt uke, waarbij de rechterheup als pivoteerpunt wordt gebruikt.

Bij deze worp wordt uke amper van de grond gelicht, in tegenstelling tot de gelijkaardige worp O-goshi. 

## Kata
Uki-goshi is deel van de kata van de heupworpen: hierbij wordt een hoge slag naar het voorhoofd gepareerd met de worp uki-goshi.